# Augustians Bathurst
Augustians Bathurst (auch Augustinians) war ein Fußballverein aus Bathurst, der Hauptstadt (1973 in Banjul umbenannt) der damaligen westafrikanischen britischen Kolonie Gambia.

## Geschichte
Die Augustians spielten seit ihrer Gründung im Jahr 1940 in der höchsten Liga im gambischen Fußball. Sie waren in den 1950er- und 1960er-Jahren besonders erfolgreich und gewannen vier Mal die Meisterschaft. Zuletzt der Verein in der Saison 1986/1987 die Meisterschaft der First Division.
In der Saison 1995 spielten die Augustians in der GFA League First Division. Sie beendeten die Saison auf dem 9. Platz und stiegen in die GFA League Second Division ab. In der folgenden Saison schafften sie den Aufstieg, konnten sich aber nur eine Saison in der First Division halten und stiegen wieder in die Second Division ab. Die Saison 1998/1999 beendeten sie auf dem 9. Platz, worauf sie in die GFA League Third Division absteigen mussten.
Im Finale des ersten Pokalwettbewerbs, das am 5. Juli 1952 im Box Bar Stadium ausgetragen wurde, unterlagen die Augustians Gambia United mit 1:2. In den 1960er-Jahren gewannen die Augustians den Pokalwettbewerb weitere zwei Male.
Zur African Cup of Champions Clubs 1967 und African Cup of Champions Clubs 1968 waren die Augustians jeweils eingeladen, zogen ihre Beteiligung am Wettbewerb jedoch vor dem Spiel der Vorrunde jeweils zurück.
Wann der Verein aufgelöst wurde, ist nicht bekannt.

## Erfolge
- Meisterschaft in der GFA League First Division: 4

1954, 1966, 1967, 1987
- Pokalgewinne im GFA-Cup: 2

1962, 1968
| Saison    | Platz | Liga            | Kommentar                                                 |
| --------- | ----- | --------------- | --------------------------------------------------------- |
| 1953/54   | 1.    | First Division  | [ 2 ]                                                     |
| 1954/55   |       | First Division  |                                                           |
| 1965/66   | 1.    | First Division  | [ 2 ]                                                     |
| 1966/67   | 1.    | First Division  | [ 2 ]                                                     |
| 1967/68   |       | First Division  |                                                           |
| 1974/75   |       | First Division  | [ 12 ]                                                    |
| 1975/76   |       | Second Division | Die First Division wurde auf sechs Mannschaften reduziert |
| 1978/79   |       | Second Division | [ 14 ]                                                    |
| 1979/80   |       | Second Division | [ 15 ]                                                    |
| 1986/87   | 1.    | First Division  | [ 2 ]                                                     |
| 1987/88   |       | First Division  |                                                           |
| 1994/95   | 9.    | First Division  | Abstieg                                                   |
| 1995/96   |       | Second Division | Aufstieg                                                  |
| 1996/97   | 10.   | First Division  | Abstieg                                                   |
| 1997/98   | 3.    | Second Division | [ 6 ]                                                     |
| 1998/99   | 9.    | Second Division | Abstieg                                                   |
| 1999/2000 |       | Third Division  | [ 7 ]                                                     |

## Spieler
- Momodou „Biri Biri“ Njie (1965–1970), (* 1948) (Fußballlegende in den 1970er Jahren, spielte in der Nationalmannschaft von 1963 bis 1987)

## Statistik in den CAF-Wettbewerben
| Wettbewerb                          | Runde         | Gegner            | Hinspiel | Rückspiel |  |
| ----------------------------------- | ------------- | ----------------- | -------- | --------- |  |
|                                     |               |                   |          |           |  |
| African Cup of Champions Clubs 1967 | Qualifikation | AS Fonctionnaires | not      | played    |  |
| African Cup of Champions Clubs 1968 | Qualifikation | FAR Rabat         | not      | played    |  |

- 1967 & 1968: Der Verein wurde vom afrikanischen Verband zum Wettbewerb eingeladen. Nach der Auslosung zog er aber seine Teilnahme zurück.